# La Boîte à musique (émission de télévision)
Pour les articles homonymes, voir Boîte à musique (homonymie).
La Boîte à musique de Jean-François Zygel, ou simplement La Boîte à musique, est une émission culturelle sur la musique classique présentée par Jean-François Zygel, diffusée hebdomadairement tous les étés du 14 juillet 2006 au 29 juillet 2016 sur France 2 en deuxième partie de soirée.

## Présentation

### Historique
La Boîte à musique est créée en 2006 sur une idée de Stéphane Simon, Jean-François Zygel et Bruno Costemalle. Jean-François Zygel fait découvrir les plus belles œuvres de la musique classique, connues ou non, liées à un compositeur ou à un thème, accompagné d'invités et de nombreux interprètes. L'émission a un ton ludique et décontracté, s'adressant autant aux aficionados du classique qu'aux néophytes. Jean-François Zygel veut faire sortir la musique classique de son carcan et montrer qu'elle peut être vivante et rythmée. Selon lui, c'est aussi la première fois qu'une émission sur la musique est confiée à un musicien.
Chaque émission de la première saison est centrée sur un compositeur du classique. Jean-François Zygel est accompagné d'un invité d'honneur, chanteur. La première émission est diffusée le vendredi 14 juillet 2006 sur France 2 en deuxième partie de soirée.
En 2007, l'émission est renouvelée pour une seconde saison mais le concept évolue légèrement. Les émissions ne sont plus centrées sur un compositeur mais sur un thème, et la durée est rallongée de 70 à 110 minutes. De plus, à partir de cette saison, Jean-François Zygel reçoit un trio d'invités : un mélomane, un néophyte et un chanteur. Une émission spéciale est diffusée le 21 décembre 2007 dans laquelle Zygel revisite l'esprit de Noël[réf. nécessaire].
En 2008, la troisième saison comporte huit épisodes.
En 2009, La Boîte à musique change de décor. Chaque épisode reçoit en plus des trois invités habituels un musicien vedette.
En 2010 et 2011, les cinquième et sixième saisons de l'émission sont diffusées le jeudi soir au lieu du vendredi. Chaque épisode s'articule autour d'un thème musical.
En 2012, la septième saison ne comporte que trois numéros à cause de la diffusion des jeux olympiques d'été de 2012 de Londres. Chaque épisode est consacré à un compositeur : Ludwig van Beethoven, Franz Schubert et Wolfgang Amadeus Mozart. L'émission retrouve sa case du vendredi.
En 2013, La Boîte à musique change de décor pour s'installer dans un plateau plus spacieux, permettant d'accueillir des formations plus importantes. Cette huitième saison est consacrée au romantisme. Tout comme pour l'année précédente, les quatre numéros de la saison sont chacun centrés sur un compositeur : Giuseppe Verdi (dont c'est le bicentenaire de la naissance), Piotr Ilitch Tchaïkovski, Johannes Brahms et Georges Bizet. Après la diffusion du dernier numéro, Jean-François Zygel fait part de sa déception de se voir peu soutenu par les dirigeants de France Télévisions alors que « l'émission fait de bonnes audiences » et est suivi par un « public fidèle ». Il confie qu'il aimerait voir son émission programmée au cours de l'année et en première partie de soirée[réf. nécessaire].
En 2014, l'émission revient pour une neuvième saison composée de quatre épisodes : « Guerre et paix » pour la musique militaire (à l'occasion du centenaire de la Première Guerre mondiale), « Sacrée soirée » pour les musiques religieuses, « Les Feux de l'amour » pour la passion et « La Nuit des morts-vivants » pour le fantastique. Cette saison est enregistrée aux studios 210.
En 2015, l'émission fête ses 10 ans avec quatre épisodes normaux et un épisode spécial anniversaire.
En 2016, l'émission quitte son plateau télévisé traditionnel pour s'installer dans une salle de concert : le studio de l'Ermitage dans le quartier de Ménilmontant à Paris. Lors des cinq émissions, Jean-François Zygel lance des défis musicaux à ses invités et musiciens,.
Le piano utilisé lors de l'émission est un Steinway & Sons-D, appelé piano de concert. C'est le plus grand modèle de la gamme.

### Séquences de l'émission
L'émission est parsemée de séquences que l'on retrouve d'une semaine sur l'autre :
- Le Quiz : au début de l'émission, Jean-François Zygel joue des œuvres en rapport avec le thème de la soirée. Les trois invités doivent essayer de deviner le titre et le compositeur de l’œuvre.
- La Minute du professeur solfège (saison 1 - ?) : Jean-François Zygel donne un petit cours de solfège sur un aspect de la musique classique, accompagné de son vieux piano, Alphonse.
- L'Instrument rare (depuis la saison 2) : un invité de Jean-François Zygel présente un instrument rare et en joue.
- La Mécanique d'un tube (depuis la saison 4[4]) : Jean-François Zygel analyse un morceau de musique classique très connu, même des non aficionados, pour expliquer comment il est devenu un tube.
- L'Instant Chopin (saison 5) : à l'occasion du bicentenaire de la naissance de Frédéric Chopin, en 2010, Jean-François Zygel rend hommage au compositeur[16].

## Émissions

### Saison 1 (2006)
La première saison est diffusée le vendredi soir du 14 juillet au 18 août 2006.
1. Chopin (Julien Clerc)
2. Schubert (Benjamin Biolay)
3. Bach (Émilie Simon)
4. Mozart (Catherine Lara)
5. Ravel (Dee Dee Bridgewater)
6. Beethoven (Francis Lalanne)

### Saison 2 (2007)
La deuxième saison est diffusée le vendredi soir du 3 au 31 août 2007. Un épisode spécial est diffusé le vendredi 21 décembre 2007[réf. nécessaire].
1. L'Opéra (Julia Migenes, André Manoukian et Karl Zéro)
2. Le Piano (Yvan Le Bolloc'h, Michel Delpech et Daniel Picouly)
3. La Danse (Jacques Weber, Dany Brillant et Éric-Emmanuel Schmitt)
4. Les Sons de la nature (Viktor Lazlo, Guy Carlier et Cartouche)
5. La Musique de chambre (Armande Altaï, Patrice Carmouze et Yann Moix)

Hors-série
Noël (Marc Jolivet, Thomas Fersen et Mustapha El Atrassi)

### Saison 3 (2008)
La troisième saison est diffusée le vendredi soir du 11 juillet au 29 août 2008.
1. Musique et Cinéma (François-Xavier Demaison, Jean-Pierre Mocky et Vladimir Cosma)
2. La Musique française (Xavier Darcos, Daniel Picouly et Stanislas)
3. Les Modernes (Azouz Begag, Hélène Segara et Samuel Le Bihan)
4. Les Classiques (Loane, Pierre Bellemare et Julien Doré)
5. Les Romantiques (Julie Depardieu, Philippe Besson et Stéphane Bern)
6. La Sensualité (Jean-Luc Petitrenaud, Yann Queffélec et Vincent Delerm)
7. Pochette Surprise (Diane Tell, Philippe Tesson et Christophe Girard)
8. L'Improvisation (Pauline, Christophe Hondelatte et Nelson Monfort)

### Saison 4 (2009)
La quatrième saison est diffusée le vendredi soir du 31 juillet au 28 août 2009.
1. Philippe Jaroussky, Michel Delpech, Marie-Claude Pietragalla et Grégoire
2. Mikhail Rudy, Catherine Lara, Patrick Fiori et Arthur H
3. Richard Galliano, Manuel Valls, Lara Fabian et La Grande Sophie
4. Renaud Capuçon,Anggun, Nicoletta et Emily Loizeau
5. Jean-Christophe Spinosi, Mathilda May, Francis Perrin, Passi)

Note : pas de titres génériques d'émissions pour cette saison.

### Saison 5 (2010)
La cinquième saison est diffusée le jeudi soir du 29 juillet au 26 août 2010.
1. L’Amour et la Mort (Hugues Aufray, Disiz et Nolwenn Leroy)
2. Rythme et Virtuosité (Pauline, Ariane Ascaride et André Manoukian)
3. Classique et Jazz (Roland Giraud, Julie Zenatti et Bernard Werber)
4. Tour d’Europe (Roselyne Bachelot, Bruno Putzulu et Patrick Poivre d'Arvor)
5. Bach to the Future (Maria de Medeiros, Yvan Le Bolloc'h et Sébastien Folin)

### Saison 6 (2011)
La sixième saison est diffusée le jeudi soir du 30 juin au 25 août 2011.
1. Musique et Sentiments (Thierry Frémont, Vladimir Cosma, Irène Jacob et Leslie Bedos)
2. Musique et Enfance (Rama Yade, Pierre Lescure, Anne Sylvestre et Roberto Benzi)
3. Musique et Cuisine (Dave, Pierre Gagnaire et Patrick Rambourg)
4. Musique et Mots (Philippe Vandel, Éric-Emmanuel Schmitt et Rost)
5. Tous ensemble (Sophie de Menthon  , Christophe Malavoy  , Olivier Poivre d'Arvor et Laurent Petitgirard )
6. Danse et Transe (Élisabeth Guigou, Brigitte Lefèvre et Pierre Mathieu)
7. Musique et Fantaisie (Michaël Gregorio, Christelle Chollet et Gaspard Proust)
8. Les Meilleurs Moments

### Saison 7 (2012)
La septième saison est diffusée le vendredi soir du 17 au 31 août 2012.
1. Beethov’on the Rocks (Audrey Pulvar, Luc Ferry et Natasha St Pier)
2. Schubert Songwriter (Clémentine Célarié, Franz-Olivier Giesbert et Mickaël Miro)
3. Mozart Superstar (Alain Chamfort, Claire Keim et Natacha Polony)

### Saison 8 (2013)
La huitième saison est diffusée le vendredi soir du 9 au 31 août 2013.
1. Giuseppe Verdi (Roselyne Bachelot, Christophe Girard et Stéphan Rizon)
2. Piotr Ilitch Tchaïkovski (Emmanuel Moire, Claudia Tagbo et Didier Van Cauwelaert)
3. Johannes Brahms (Macha Méril, Jean-François Kahn et Passi)
4. Georges Bizet (Laurence Ferrari, Yvan Le Bolloc'h et Sylvain Tesson)

### Saison 9 (2014)
La neuvième saison est diffusée le vendredi soir du 1er au 22 août 2014.
1. Guerre et Paix (Julien Lepers, Philippe Vandel et André Comte-Sponville)
2. Sacrée Soirée (François Berléand, Corinne Touzet, Christian Morin)
3. Les Feux de l'amour (Pierre Perret, Joyce Jonathan et Isabelle Mergault)
4. La Nuit des morts-vivants (Chantal Ladesou, Eglantine Eméyé et Natacha Polony)
5. Les Meilleurs Moments

### Saison 10 (2015)
La dixième saison est diffusée le vendredi soir du 10 juillet au 7 août 2015.
1. Voyage, Voyages (Jean-Pierre Coffe, Arielle Dombasle et Antoine de Maximy)
2. Retour à la nature (Gérard Lenorman, Luce et Marc Jolivet)
3. Carnet de bal (André Manoukian, Rose et Alex Vizorek)
4. Cocktail Surprise (Natalie Dessay, Lorànt Deutsch et Vianney)
5. Spécial anniversaire

### Saison 11 (2016)
La onzième saison doit être diffusée le vendredi soir du 1er au 29 juillet 2016.

## Accueil
En mai 2009, Jean-François Zygel reçoit le Laurier de l’émission culturelle musicale du Club Audiovisuel de Paris, remis au Sénat,. De plus, l'émission reçoit la meilleure note au baromètre qualitatif du groupe France Télévisions.